# Jean-Louis Lechat
Pour les articles homonymes, voir Lechat.
Jean-Louis Lechat, né le 25 janvier 1943 à Chimay (province de Hainaut), est un journaliste belge connu comme spécialiste de la bande dessinée.

## Biographie
Jean-Louis Lechat naît le 25 janvier 1943 à Chimay. Il effectue des études secondaires en section latin-grec, puis il étudie la philologie romane et obtient une licence de l'Université catholique de Louvain. Lors de son service militaire à la Bibliothèque centrale des Armées à Bruxelles, il a l'occasion de rencontrer Liliane et Fred Funcken qui travaillent sur leur Histoire des costumes et des uniformes. Ensuite, il opte pour le journalisme et il commence en 1965 en réalisant divers reportages touristiques pour le mensuel Royal Auto. Il s'oriente ensuite vers le journalisme culturel et, dès 1968, il interviewe des personnalités du monde de la littérature, du cinéma et de la musique pour les magazines Télé-Moustique et Le Soir Illustré.
En 1972, il participe à la création de l'organe de presse Le Journal de Bruxelles du journaliste Jean-Luc Vernal avec l'auteur de bande dessinée Claude Renard, et le graphiste Jacques Kievits.
En 1978, il est chargé des rubriques culturelles de l'hebdomadaire Spécial, puis devint le rédacteur en chef adjoint de l'hebdomadaire L'Événement et l'animateur de L'Officiel belge des Arts et du Spectacle.
En 1980, il reçoit le trophée européen du journalisme culturel décerné par l'Académie Pro Arte de Milan.
Dans les années 1980, il collabore notamment aux publications telles Femmes d'Aujourd'hui, Flair, Le Vif/L'Express, Le Moniteur de l'Automobile, La Suisse, Belgian Vidéo.
En 1981, il rejoint le journal Tintin dans lequel il rédige les pages rédactionnelles de l'hebdomadaire bruxellois où il tient la rubrique Les Chemins de l'aventure. Il écrit de nombreuses chroniques sur le cinéma et il réalise des interviews des auteurs du journal dont la plus célèbre est celle de Hergé. Puis, il continue de la sorte dans Hello Bédé de 1989 à 1993.
L'arrêt de cette dernière publication des éditions du Lombard l'amène à entreprendre l'adaptation française de Willy Vandersteen, le Breughel de la Bande Dessinée de Peter Van Hooydonck publié par Standaard Uitgeverij en 1994.
Pour la commémoration du jubilé de la maison d'édition de bande dessinée fondée en 1946 par Raymond Leblanc, il écrit Le Lombard, un demi-siècle d'aventures,, une chronique retraçant, année par année, les 50 ans de cette aventure éditoriale. Le premier tome concerne les années 1946 à 1969 et le second tome les années 1970 à 1996. En 2006, ces ouvrages sont réédités et constituent les deux premiers volets de Le Lombard, l’aventure sans fin.
En 1996, il est récipiendaire du prix de l'information BD décerné par la Chambre belge des experts en bande dessinée pour Le Lombard 1946-1996 : Un demi siècle d’aventures.
De 1998 à 2008, il collabore à La Lettre de Dargaud en écrivant des articles sur les séries de bande dessinée ou leurs auteurs.
Parallèlement, il collabore aux côtés de l'éditeur Michel De Grand Ry et d'André Nizette à l'ouvrage Le Livre d'or de la bande dessinée (1925-1955) publié par le Centre belge de la bande dessinée en 1986. Cet ouvrage est traduit en néerlandais.
En 2006, il réalise le dossier de 16 pages de la réédition de l'ouvrage Derib, un créateur et son univers de Georges Pernin publié dans la collection « Auteurs » des éditions Le Lombard. Il collabore également à l'ouvrage collectif Les Expéditions d'Alix avec une biographie originale de Jacques Martin, publié dans la collection « Philabédé » du Centre belge de la bande dessinée en 2007.
En 2010, il rédige les textes de l'ouvrage La Tibetière - 177 caricatures reprenant et contextualisant les caricatures réalisées par Tibet, publié aux éditions Le Lombard.
En outre, il publie Mathilde et Philippe : les Belges réconciliés aux éditions bruxelloises Arobase en 1999 et Uccle : souvenirs du XXe siècle avec Yves Barette chez le même éditeur en 2001.

## Œuvres

### Albums de bande dessinée

#### Un demi siècle d'aventures
- 1. Tome 1 : 1946-1969[17], Le Lombard, Bruxelles, septembre 1996
Scénario : Jean-Louis Lechat - Dessin : collectif - Couleurs : quadrichromie -  (ISBN 2-8036-1215-1)Préface : Jean Van Hamme.
- 2. Tome 2 : 1970-1996[18], Le Lombard, Bruxelles, novembre 1996
Scénario : Jean-Louis Lechat - Dessin : collectif - Couleurs : quadrichromie -  (ISBN 2-8036-1233-X),Préface : André-Paul Duchâteau.

#### Le Lombard, l'aventure sans fin
- 1. Tome 1 : 1946-1969, Le Lombard, coll. « Auteurs », Bruxelles, décembre 2006
Scénario : Jean-Louis Lechat - Dessin : collectif - Couleurs : quadrichromie -  (ISBN 2-8036-2202-5)
- 2. Tome 2 : 1970-1996[8], Le Lombard, coll. « Auteurs », Bruxelles, décembre 2006
Scénario : Jean-Louis Lechat - Dessin : collectif - Couleurs : quadrichromie -  (ISBN 2-8036-2203-3)

### Collectifs
- André Nizette, Michel De Grand Ry et Jean-Louis Lechat, Le Livre d'or de la bande dessinée, Bruxelles, ASBL Centre de la bande dessinée belge, 1986, 64 p., ill. ; 30 cm (OCLC 1400882854, présentation en ligne), p. 62 à 63
- Derib, un créateur et son univers[12], Le Lombard, coll. « Auteurs », Bruxelles, mai 2006
Scénario : Georges Pernin - Dessin : Derib - Couleurs : quadrichromie -  (ISBN 2-8036-2095-2),édition actualisée et agrémentée pour l’occasion des 40 ans de carrière de Derib de 16 pages inédites de Jean-Louis Lechat.
- Les Expéditions d'Alix[14], Centre belge de la bande dessinée, coll. « Philabédé », Bruxelles, 5 février 2007
Scénario : Georges Pernin - Dessin : Derib - Couleurs : quadrichromie -  (ISBN 2-930196-74-2)édité à l'occasion de l'émission du timbre Philatélie de la Jeunesse 2007 consacré à Alix. Il contient une biographie originale de Jacques Martin par Jean-Louis Lechat.

### Adaptation
- Willy Vandersteen, le Breughel de la Bande Dessinée de Peter Van Hooydonck, Standaard Uitgeverij, Anvers, 1994  (ISBN 9789002020063).

### Écrits
- Mathilde et Philippe : les Belges réconciliés, Arobase, Bruxelles, 1999, 31 p. (OCLC 1400570706).
- Uccle : souvenirs du XXe siècle avec Yves Barette, Arobase, Bruxelles, 2001, 112 p. (OCLC 718206500).

## Prix et distinctions
- 1996 :  prix de l'information BD décerné par la Chambre belge des experts en bande dessinée[9] pour Le Lombard 1946-1996 : Un demi siècle d’aventures.

### Livres
: document utilisé comme source pour la rédaction de cet article.
- Pierre Ajame, Hergé, Éditions Gallimard, 1991, 376 p., ill. ; 21 cm (ISBN 9782072815539 et 2072815533, OCLC 299965830, présentation en ligne),lire sur Google Livres
- Jacques Fiérain, « Lechat, Jean-Louis », dans La BD à Bruxelles et en Brabant, Charleroi, Éd. l'Âge d'or, avril 2003, 144 p., ill. ; 31 cm (ISBN 9782960119664 et 2960119665, OCLC 470388171, présentation en ligne), p. 91. .
- Jean-Patrice Boudet, Philippe Faure et Christian Renoux, De Socrate à Tintin : Anges gardiens et démons familiers de l'Antiquité à nos jours, Presses universitaires de Rennes, 2019, 332 p. (ISBN 9782753568174 et 2753568170, OCLC 1191231356, lire en ligne), p. 288,lire sur Google Livres